# 熱河省 (滿洲國)
熱河省，满洲國省份之一，省會承德市。其省域為今河北省北部承德市一帶。

## 管轄範圍
熱河省所辖区域初为承德、丰宁、隆化、围场、青龙、兴隆、平泉、赤峰、宁城、全宁、朝阳、凌源、凌南、绥东、建平、林西、林东、经棚、开鲁、鲁北、天山、大板等23县。1933年3月10日，滿洲國將原昭烏達盟西喇木倫河流域以北區域（經棚、開魯、林西、林東4縣及天山、魯北2設治局）劃歸興安總署興安西分省管轄，轄域縮小。后为承德、丰宁、滦平、隆化、围场、青龙、兴隆等7县和吐默特右旗（朝阳）、吐默特中旗（北票）、喀喇沁左旗（建昌）、喀喇沁中旗（平泉、宁城）、喀喇沁右旗、敖汉旗（新惠）、翁牛特左旗（乌丹、全宁）、翁牛特右旗等8个旗，共15个县、旗。

## 行政沿革
1931年九一八事變後，原熱河省主席湯玉麟撤出热河，日本单方面任命他为滿洲國參議府副議長兼熱河省行政長官（但汤后来拒绝了这个任命）。1933年3月，日軍攻佔熱河，成立熱河省行政指導公署。下設2辦事處：朝陽辦事處，管轄朝陽、阜新、凌源、平泉、大寧、凌南6縣；赤峰辦事處，管轄赤峰、建平、全寧、綏東4縣。省直轄承德、圍場、隆化、濼平、豐寧、青龍等縣。5月3日，設立熱河省公署。
1934年5月31日裁撤2辦事處。12月1日，朝陽、阜新等縣劃歸錦州省。1938年1月1日實行《熱河省及錦州省內旗制》，境內各旗成為行政區。同日興安西省翁牛特左旗劃屬熱河省。1941年1月1日，廢除熱河、錦州2省共8縣的縣制，實行單一的旗行政體制。

## 行政區劃
滿洲國滅亡前熱河省的行政區劃：
- 承德縣，熱河省公署所在地
- 灤平縣
- 豐寧縣
- 隆化縣
- 青龍縣
- 圍場縣
- 興隆縣
- 喀溂沁右旗
- 喀溂沁中旗
- 喀溂沁左旗
- 翁牛特右旗
- 翁牛特左旗
- 敖漢旗

## 政府
- 熱河省省長
  - 張海鵬（1933年5月3日-1934年11月）
  - 劉夢庚（1934年12月1日-1937年6月）
  - 金名世（1937年7月1日-1940年5月）
  - 王允卿（1940年5月21日-1941年1月）
  - 張聯文（1941年1月16日-1942年7月18日）
  - 馬冠標（1942年7月18日-1943年9月13日）
  - 姜全我（1943年9月13日-1945年病逝於任上）
  - 孫柏芳（1945年5月12日-1945年）